# Радзивилл Остикович
Радзиви́лл О́стикович (ум. 1477, Вильна) — государственный деятель Великого княжества Литовского. Старший сын боярина Остика, основатель рода Радзивиллов. В разное время занимал должности маршалка великого литовского и маршалка надворного литовского. Выполнял различные дипломатические поручения, участвовал в некоторых военных кампаниях.

## Биография
В 1420—1428 годах Радзивилл Остикович упоминается как маршалок господарский великого князя Витовта. В 1431 году в качестве свидетеля он подписал акт Гродненской унии. В 1433—1434 и 1463—1474 годах занимал должность маршалка земского. После убийства великого князя литовского Сигизмунда в 1440 году Радзивилл поддержал избрание на его место Казимира — одного из сыновей короля польского Ягайло. В том же году Радзивилл получил от нового правителя назначение на должности маршалка господарского и державцы аништинского. В 1441 году был послом к брату Казимира, королю польскому и венгерскому Владиславу, с целью обеспечить его признание избрания Казимира на трон Великого княжества Литовского.
В 1443 году Радзивилл был послан с войском в Крым, где смог добиться утверждения Хаджи Гирея крымским ханом. В 1449 году он участвовал в походе великого князя московского Василия II против Дмитрия Шемяки. В 1448 году маршалок принимал участие в заключении мирного договора между Королевством Польским, Великим княжеством Литовским и Тевтонским орденом в Регенсбурге. В 1449 году Радзивилл Остикович вёл успешные боевые действия против претендента на престол Великого княжества Литовского Михаила Сигизмундовича, при поддержке Василия II отвоевал Стародуб, Новгород-Северский, Радогощ, Путивль и Брянск. Из Киева Радзивилл направился в Крымское ханство, где смог добиться возвращения власти Хаджи Гирею — союзнику Великого княжества Литовского.
В первой половине 1450-х годов он возглавил группу магнатов, настроенных против великого князя Казимира и выдвинувших его в качестве претендента на трон. Чтобы заручиться поддержкой, Радзивилл отправился к ордынскому хану Сеиду Ахмеду, но войско хана было разбито в битве с Хаджи Гиреем, а сам Радзивилл был ранен и оказался в плену. В 1455 году Радзивилл вернулся в Великое княжество Литовское, но был лишён всех должностей. После полководец отошёл от оппозиции, получил должность маршалка земского, а в 1463 году одновременно и воеводы трокского. С 1475 года он находился на должности каштеляна виленского. Совместно с Михаилом и Яном Кезгайлами Радзивилл управлял Великим княжеством Литовским в отсутствие Казимира. В 1470-х годах возглавлял литовские делегации во время переговоров о пограничных конфликтах с Псковской республикой и Ливонским орденом.
Радзивилл Остикович владел обширными землями. На территории современной Литвы в его владения входили Биржай, Кедайняй, Ширвинтос, Муснинкай, Упнинкай и другие имения. На территории современной Белоруссии он владел имениями Негневичи под Новогрудком, Хорошевичами под Слонимом и Бостынем под Пинском.

## Потомки
Радзивилл имел дочь Анну и сына Николая. Последний стал канцлером великим литовским и наместником Смоленска. Имя Радзивилла Остиковича закрепилось в качестве фамилии за его потомками.